# Салихов, Хибатулла Саитбатталович
Хибатулла Саитбатталович Салихов (тат. Һибәтулла Сәетбаттал улы Салихов, Хибатулла Каргалы; 1794—1867) — старотатарский поэт. Представитель суфийского направления поэзии. Произведения Хибатуллы Салихова считаются классикой литературы на старотатарском языке.
Творчество Салихова занимает видное место в татарской литературе XIX века как демократическая, гуманистическая, оказавшая значительное влияние на развитие поэзии своего времени.

## Биография
Хибатулла Салихов родился в 1794 году в деревне Нижние Чебеньки Оренбургского уезда Оренбургской губернии (ныне Сакмарский район Оренбургской области) в семье муллы. Происходил из татар Казанской губернии. Прадед Хибатуллы Салихова Бикмет Азаматов переселился из деревни Старое Адамово Чистопольского уезда Казанской губернии в село Татарская Каргала Оренбургской губернии. Отец поэта Саидбаттал, окончив Каргалинское медресе, становится муллой в Нижних Чебеньках. Там прошла юность поэта. Здесь он учился в медресе Ишана Давлетши бине Адельши.Окончил деревенское медресе, в котором позднее преподавал. Затем работал преподавателем в Сеитовском посаде (ныне село Татарская Каргала Сакмарского района Оренбургской области). Умер в Сеитовском посаде в 1867 году.

## Творчество
Владел арабским и персидским языками. На его творчество оказала влияние восточная литература, большим знатоком которой он являлся. Сохранилось около 10 его поэтических произведений таких жанров как газель, марсия, мунажат, насихат и других. В своём творчестве Салихов проповедовал сохранение благочестия, чести и достоинства, уважения к другим. Падение нравов, несоблюдение норм шариата, жестокость, лицемерие богачей, равнодушие к проблемам бедняков являются, по мнению поэта, причиной зла и несправедливости.
Его первая книга «Төхфәтел-әүлад» («Подарок детям») служила пособием по правилам фонетики арабского языка для чтения корана в медресе. В учебную программу медресе вошло и его стихотворение «Тәндә йәнем» («Душа — только гость в теле моём»), где поэт выступает поборником аскетизма. Темы падения нравов в современном обществе, порочности и несправедливости мира нашли отражение в книге «Мәҗмәгыл-әдәб» («Сборник благовоспитанности»; написана в 1839 году, впервые опубликована в 1856 году, неоднократно переиздавалась). В этой книге сильны тенденции реализма. В 1856 году был опубликован также его поэтический сборник «Дөррел-кәлям» (1856; «Слова‑жемчужины»). Салихов посвятил элегию своему учителю Давлетша-Хазрету; в этом произведении автор обличает невежественных мулл-паразитов. В последних произведениях критикует кантонных начальников, царских чиновников, башкирских феодалов и систему социально-общественных отношений в целом.
Рукописи Салихова хранятся в Фонде арабографичных рукописей и старопечатных книг им. Г. Б. Хусаинова ИИЯЛ УНЦ РАН, в архивах Казани, Санкт‑Петербурга и других.